# Petr Weiss
Petr Weiss (* 11. července 1954 Levoča) je český sexuolog (sexuální psycholog), klinický psycholog a psychoterapeut, žijící a působící v Praze. Patří mezi sexuology často kontaktované masmédii. Zabývá se sexuálními dysfunkcemi, deviacemi, transsexualitou, partnerskými vztahy a psychoterapií. Hlásí se k svému židovskému původu.

## Biografie
V roce 1978 vystudoval psychologii na Filozofické fakultě Univerzity Karlovy v Praze, kde získal v roce 1980 i doktorát. Na Filozofické fakultě Univerzity Palackého v Olomouci získal v roce 1999 titul Ph.D. a posléze se stal i docentem (roku 2000) a profesorem klinické psychologie (roku 2003). V roce 2014 mu byl Akademií věd ČR udělen titul DSc. K sexuologii se podle vlastních slov dostal náhodou.
Pracoval na sexuologických odděleních psychiatrických léčeben v Horních Beřkovicích a v Praze-Bohnicích. Pracuje jako klinický psycholog v Sexuologickém ústavu Všeobecné fakultní nemocnice a 1. lékařské fakulty UK a od roku 2001 přednáší sexuální psychologii na Filozofické fakultě UK. Je také vědeckým sekretářem České sexuologické společnosti České lékařské společnosti J. E. Purkyně. Působí jako soudní znalec v odvětví psychiatrie, specializace klinická psychologie a sexuologie.

### Dopravní nehoda
Dne 16. září 2016 měl na Vysočině mezi obcemi Rynárec a Houserovka dopravní nehodu, když se svým vozem vjel do protisměru, kde se střetl s automobilem značky Ford Focus. V důsledku této nehody zemřeli ve druhém voze dva lidé a další osoba byla těžce zraněna (pasažérka na zadním sedadle totiž nebyla v rozporu se zákonem připoutána a nárazem těžce zranila osoby na předních sedadlech). Za usmrcení z nedbalosti mu hrozily až tři roky vězení. V první polovině července roku 2017 jej Policie ČR navrhla obžalovat z usmrcení z nedbalosti a těžkého ublížení na zdraví z nedbalosti, za což mu hrozí až šestileté odnětí svobody. V říjnu 2017 rozhodl okresní soud v Pelhřimově o trestu odnětí svobody na dva roky a šest měsíců s podmínečným odkladem na tři roky, státní zástupce se odvolal a o trestu měl rozhodnout krajský soud v Českých Budějovicích. Dne 21. března 2018 krajský soud v Českých Budějovicích s pobočkou v Táboře rozhodl o zrušení původního rozsudku soudu v Pelhřimově a vrátil tak projednávání do Pelhřimova. Weiss prohlásil, že je mu nehody nesmírně líto a že neuplyne hodina, aby na tuto událost nemyslel. Dne 15. listopadu 2018 byl krajským soudem v Českých Budějovicích (s pobočkou v Táboře) pravomocně odsouzen k trestu odnětí svobody na 2 roky a 6 měsíců s podmínkou na tři roky. Soud mu také uložil zákaz řízení všech motorových vozidel na dva roky. 

### Politická kariéra
Podle vlastních slov před rokem 1989 podepsal jako jeden z prvních petici Několik vět, spoluzakládal a vedl Občanské fórum v Psychiatrické nemocnice v Bohnicích. V roce 1993 se stal členem ODS. V roce 2002 za tuto stranu kandidoval do Senátu ve volebním obvodu č. 27 – Praha 1, zvolen však byl Martin Mejstřík. Byl také členem Rady České televize.

## Publikační činnost
Sám nebo se spoluautory od roku 1981 publikoval více než 240 odborných článků, zaměřených především na problematiku sexuálních deviací a sexuálních dysfunkcí, v domácích i zahraničních odborných časopisech (Československá psychiatrie, Československá psychologie, Psychiatrie, Demografie, Rozhledy chirurgie, Psychologie dnes, Československá gynekologie, Moderní gynekologie, Praktický lékař apod.). V zahraničí publikoval v mezinárodních časopisech Archives of Sexual Behavior, Journal of Interpersonal Violence, Journal of Psychology and Human Sexuality, Acta Sexologica, Review of Sexology, Medicine and Law a dalších.
Je spoluautorem monografií Sexuální delikventi z pohledu psychiatrické sexuologie (VÚPs, 1995), Sexuální chování obyvatel České republiky (s Jaroslavem Zvěřinou, Alberta Plus, 1999), Sexuální chování v ČR – situace a trendy (Portál, 2001), Transsexualita (Grada, 2002), Mravnost, pornografie a mravnostní kriminalita (Portál, 2003), spolueditorem sborníků Sexuální zneužívání a sexuální násilí (MPSV, 1996, SPPZA, 1999), editorem sborníků Sexuální zneužívání – oběti a pachatelé (Grada, 2000) a Sexuální zneužívání dětí (Grada, 2005).
Je též autorem první české monografie o parafiliích Sexuální deviace: klasifikace, diagnostika a léčba (Portál, 2002), autorem kapitol o psychosexuálním vývoji a jeho poruchách v učebnici Dětská klinická psychologie (Grada, 1995) a o sexuální agresi v monografii Agrese, násilí a psychologie moci (autora J. Poněšického, Triton, 2005). Je spoluautorem kapitoly o standardech léčby sexuálních delikventů v monografii Sexual offender treatment: Biopsychosocial perspectives (The Haworth Press, 2000).
Je autorem zdravotněvýchovné publikace Sex (Alberta Plus, 1998), spoluautorem populárně naučných knih Diagnóza: Deviant (s J. Janulou, 2000) a Abeceda tělesné lásky (společně s Gustávem Murínem, Triton, 2005). V rámci sexuálně osvětových aktivit publikoval několik set článků v českých denících a týdenících (Lidové noviny, Mladá fronta Dnes, Hospodářské noviny, Respekt, Květy, Quo, Elle, Cosmopolitan, Mladý svět atd.). Účastnil se rovněž přípravy a realizace několika osvětových filmů o xenofobii, sexuální výchově a problematice HIV/AIDS a drog pro ČT, pro Febio, pro Nadaci podpory zdraví a pro Státní zdravotní ústav.
Podílel se na publikaci Transsexualita a jiné poruchy pohlavní identity (Grada, 2008) a s kolektivem autorů vydal obsáhlou interdisciplinárně pojatou monografie o lidské sexualitě Sexuologie (Grada, 2010).